# Jagodnik (Wyżyna Olkuska)

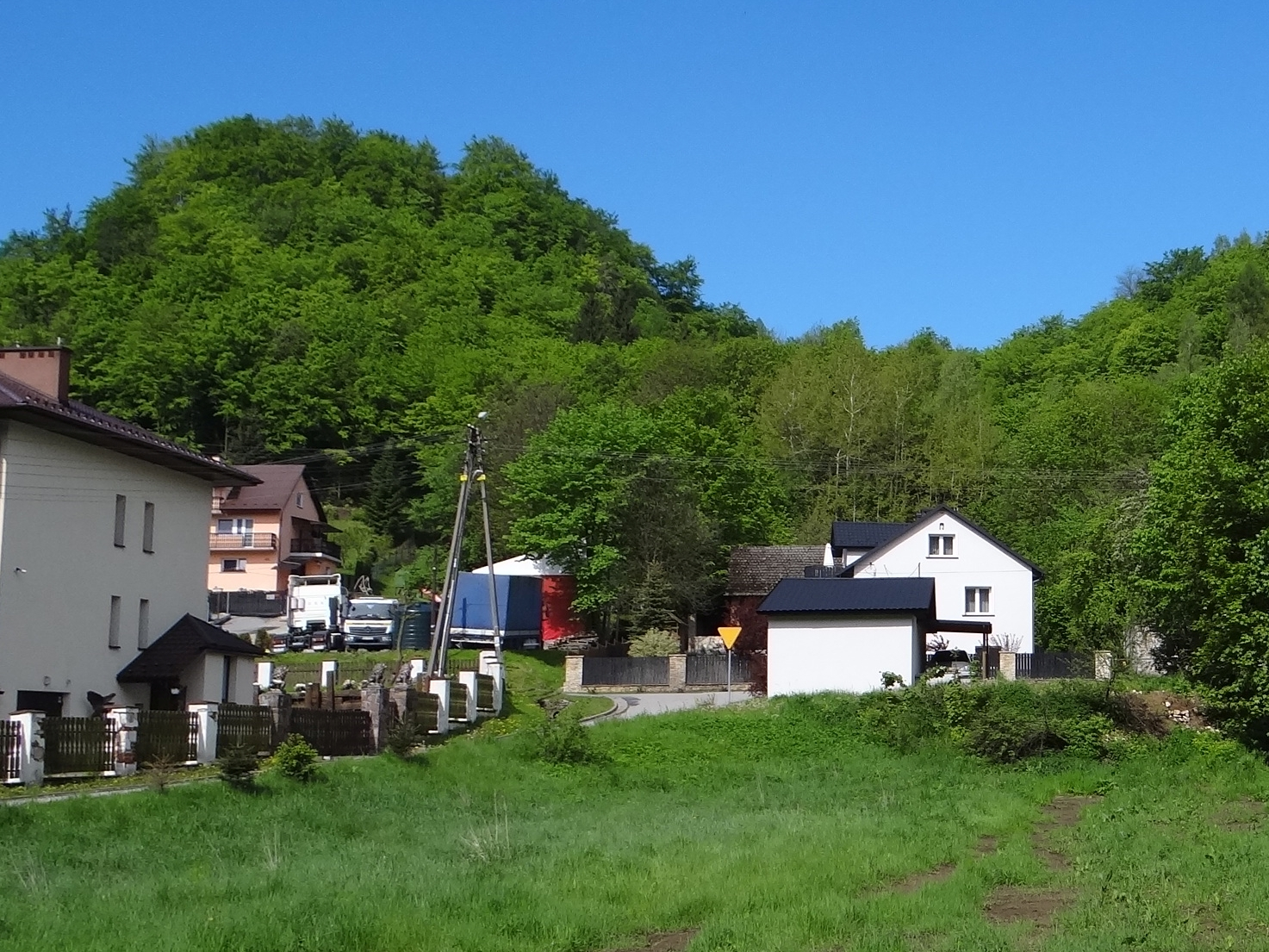

Jagodnik (420 m) – skaliste wzniesienie na Wyżynie Olkuskiej, w miejscowości Szklary, w województwie małopolskim, w powiecie krakowskim, w gminie Jerzmanowice-Przeginia.
Znajduje się w prawych zboczach Doliny Szklarki, naprzeciwko skały Brodło. Do jej dna opada stromym stokiem. Również stoki północne dość stromo opadają do niewielkiego wąwozu. Wzniesienie porasta las. Na północnych i południowych stokach znajdują się dwie grupy skał wapiennych, a w nich trzy schroniska: Schron Lisa, Szczelina pod Przełączką, Szczelina pod Schronem Lisa.